# Grand Prix Hassan II 2003 - Qualificazioni singolare
Le qualificazioni del singolare  del Grand Prix Hassan II 2003 sono state un torneo di tennis preliminare per accedere alla fase finale della manifestazione. I vincitori dell'ultimo turno sono entrati di diritto nel tabellone principale. In caso di ritiro di uno o più giocatori aventi diritto a questi sono subentrati i lucky loser, ossia i giocatori che hanno perso nell'ultimo turno ma che avevano una classifica più alta rispetto agli altri partecipanti che avevano comunque perso nel turno finale.
Le qualificazioni del torneo Grand Prix Hassan II 2003 prevedevano 32 partecipanti di cui 4 sono entrati nel tabellone principale.

## Teste di serie
1. Kristof Vliegen (secondo turno)
2. Rubén Ramírez Hidalgo (ultimo turno)
3. Dennis van Scheppingen (Qualificato)
4. Markus Hipfl (secondo turno)

1. Michael Kohlmann (primo turno)
2. Nicolas Coutelot (ultimo turno)
3. Martín Vassallo Argüello (secondo turno)
4. Salvador Navarro-Gutierrez (secondo turno)

## Qualificati
1. Óscar Hernández
2. Éric Prodon

1. Dennis van Scheppingen
2. Federico Browne

## Tabellone

### Legenda
| - Q = Qualificato - WC = Wild card - LL = Lucky loser | - ALT = Alternate - SE = Special Exempt - PR = Protected Ranking | - w/o = Walkover - r = Ritirato - d = Squalificato |

### Sezione 1
|  | Primo turno         | Primo turno         | Primo turno         | Primo turno | Primo turno |  |  | Secondo turno | Secondo turno       | Secondo turno       | Secondo turno    | Secondo turno    |   |   | Ultimo turno | Ultimo turno    | Ultimo turno    | Ultimo turno | Ultimo turno |  |
|  |                     |                     |                     |             |             |  |  |               |                     |                     |                  |                  |   |   |              |                 |                 |              |              |  |
|  |                     |                     |                     |             |             |  |  |               |                     |                     |                  |                  |   |   |              |                 |                 |              |              |  |
|  |                     |                     |                     |             |             |  |  | 1             | Kristof Vliegen     | Kristof Vliegen     | 64               | 64               |   |   |              |                 |                 |              |              |  |
|  | Óscar Hernández     | Óscar Hernández     | Óscar Hernández     | 6           | 6           |  |  |               | Óscar Hernández     | Óscar Hernández     | 7                | 7                |   |   |              |                 |                 |              |              |  |
|  | Samir Bekel         | Samir Bekel         | Samir Bekel         | 1           | 1           |  |  |               |                     |                     |                  |                  |   |   |              | Óscar Hernández | Óscar Hernández | 6            | 6            |  |
|  | Jalal Chafai-Alaoui | Jalal Chafai-Alaoui | Jalal Chafai-Alaoui | 6           | 6           |  |  |               |                     | 6                   | Nicolas Coutelot | Nicolas Coutelot | 4 | 2 |              |                 |                 |              |              |  |
|  | El Mehdi Zidine     | El Mehdi Zidine     | El Mehdi Zidine     | 1           | 2           |  |  |               | Jalal Chafai-Alaoui | Jalal Chafai-Alaoui | 2                | 1                |   |   |              |                 |                 |              |              |  |
|  | 6                   | Nicolas Coutelot    | Nicolas Coutelot    | 6           | 6           |  |  | 6             | Nicolas Coutelot    | Nicolas Coutelot    | 6                | 6                |   |   |              |                 |                 |              |              |  |
|  |                     | Markus Hantschk     | Markus Hantschk     | 2           | 3           |  |  |               |                     |                     |                  |                  |   |   |              |                 |                 |              |              |  |

### Sezione 2
|  | Primo turno      | Primo turno      | Primo turno      | Primo turno | Primo turno |  |  | Secondo turno | Secondo turno         | Secondo turno         | Secondo turno | Secondo turno |    |   | Ultimo turno | Ultimo turno          | Ultimo turno | Ultimo turno | Ultimo turno |  |
|  |                  |                  |                  |             |             |  |  |               |                       |                       |               |               |    |   |              |                       |              |              |              |  |
|  |                  |                  |                  |             |             |  |  |               |                       |                       |               |               |    |   |              |                       |              |              |              |  |
|  |                  |                  |                  |             |             |  |  | 2             | Rubén Ramírez Hidalgo | Rubén Ramírez Hidalgo | 7             | 7             |    |   |              |                       |              |              |              |  |
|  | František Čermák | František Čermák | František Čermák | 6           | 6           |  |  |               | František Čermák      | František Čermák      | 5             | 63            |    |   |              |                       |              |              |              |  |
|  | Kamil Filali     | Kamil Filali     | Kamil Filali     | 3           | 2           |  |  |               |                       |                       |               |               |    |   | 2            | Rubén Ramírez Hidalgo | 63           | 7            | 4            |  |
|  | Edwin Kempes     | Edwin Kempes     | 5                | 6           | 7           |  |  |               |                       |                       | Éric Prodon   | 7             | 62 | 6 |              |                       |              |              |              |  |
|  | Leoš Friedl      | Leoš Friedl      | 7                | 4           | 5           |  |  | Edwin Kempes  | Edwin Kempes          | 4                     | 7             | 4             |    |   |              |                       |              |              |              |  |
|  |                  | Éric Prodon      | 2                | 7           | 6           |  |  | Éric Prodon   | Éric Prodon           | 6                     | 5             | 6             |    |   |              |                       |              |              |              |  |
|  | 5                | Michael Kohlmann | 6                | 64          | 3           |  |  |               |                       |                       |               |               |    |   |              |                       |              |              |              |  |

### Sezione 3
|  | Primo turno               | Primo turno               | Primo turno               | Primo turno | Primo turno |  |  | Secondo turno | Secondo turno            | Secondo turno            | Secondo turno    | Secondo turno    |    |   | Ultimo turno | Ultimo turno           | Ultimo turno           | Ultimo turno | Ultimo turno |  |
|  |                           |                           |                           |             |             |  |  |               |                          |                          |                  |                  |    |   |              |                        |                        |              |              |  |
|  |                           |                           |                           |             |             |  |  |               |                          |                          |                  |                  |    |   |              |                        |                        |              |              |  |
|  |                           |                           |                           |             |             |  |  | 3             | Dennis van Scheppingen   | Dennis van Scheppingen   | 6                | 6                |    |   |              |                        |                        |              |              |  |
|  | Devin Bowen               | Devin Bowen               | Devin Bowen               | 6           | 6           |  |  |               | Devin Bowen              | Devin Bowen              | 3                | 4                |    |   |              |                        |                        |              |              |  |
|  | Ashley Fisher             | Ashley Fisher             | Ashley Fisher             | 3           | 1           |  |  |               |                          |                          |                  |                  |    |   | 3            | Dennis van Scheppingen | Dennis van Scheppingen | 7            | 6            |  |
|  | Sebastián Prieto          | Sebastián Prieto          | Sebastián Prieto          | 6           | 6           |  |  |               |                          |                          | Sebastián Prieto | Sebastián Prieto | 63 | 1 |              |                        |                        |              |              |  |
|  | El Mehdi Belbacha-Jawhari | El Mehdi Belbacha-Jawhari | El Mehdi Belbacha-Jawhari | 1           | 1           |  |  |               | Sebastián Prieto         | Sebastián Prieto         | 6                | 6                |    |   |              |                        |                        |              |              |  |
|  | 7                         | Martín Vassallo Argüello  | Martín Vassallo Argüello  | 6           | 7           |  |  | 7             | Martín Vassallo Argüello | Martín Vassallo Argüello | 3                | 1                |    |   |              |                        |                        |              |              |  |
|  |                           | Rabie Chaki               | Rabie Chaki               | 3           | 5           |  |  |               |                          |                          |                  |                  |    |   |              |                        |                        |              |              |  |

### Sezione 4
|  | Primo turno     | Primo turno                | Primo turno                | Primo turno | Primo turno |  |  | Secondo turno | Secondo turno              | Secondo turno   | Secondo turno   | Secondo turno   |   |   | Ultimo turno | Ultimo turno | Ultimo turno | Ultimo turno | Ultimo turno |  |
|  |                 |                            |                            |             |             |  |  |               |                            |                 |                 |                 |   |   |              |              |              |              |              |  |
|  | 4               | Markus Hipfl               | 3                          | 6           | 6           |  |  |               |                            |                 |                 |                 |   |   |              |              |              |              |              |  |
|  |                 | Chemseddine Belal          | 6                          | 3           | 4           |  |  | 4             | Markus Hipfl               | Markus Hipfl    | 2               | 5               |   |   |              |              |              |              |              |  |
|  | Petr Luxa       | Petr Luxa                  | Petr Luxa                  | 6           | 7           |  |  |               | Petr Luxa                  | Petr Luxa       | 6               | 7               |   |   |              |              |              |              |              |  |
|  | Ouassel Hared   | Ouassel Hared              | Ouassel Hared              | 2           | 5           |  |  |               |                            |                 |                 |                 |   |   | Petr Luxa    | Petr Luxa    | Petr Luxa    | 0            | 0            |  |
|  | Federico Browne | Federico Browne            | Federico Browne            | 6           | 6           |  |  |               |                            | Federico Browne | Federico Browne | Federico Browne | 6 | 6 |              |              |              |              |              |  |
|  | Enzo Artoni     | Enzo Artoni                | Enzo Artoni                | 3           | 0           |  |  |               | Federico Browne            | 6               | 4               | 7               |   |   |              |              |              |              |              |  |
|  | 8               | Salvador Navarro-Gutierrez | Salvador Navarro-Gutierrez | 6           | 6           |  |  | 8             | Salvador Navarro-Gutierrez | 4               | 6               | 5               |   |   |              |              |              |              |              |  |
|  |                 | Mehdi Ziadi                | Mehdi Ziadi                | 2           | 1           |  |  |               |                            |                 |                 |                 |   |   |              |              |              |              |              |  |